# サムソン・フローリング
サムソン・ジェームズ・フローリング（Samson James Froling、2000年2月10日 - ）は、オーストラリアの男子プロバスケットボール選手である。ポジションはパワーフォワード・センター。

## 来歴
クイーンズランド州タウンズビル出身。
アメリカのクレイトン大学卒業後、セミプロを経て、2019年5月にNBLのイラワラ・ホークスに加入。2022-23シーズンは平均28.0分の出場で14.0得点、8.0リバウンド、2.3アシストを記録
2023年2月22日、負傷からの復帰に時間を要するデモン・ブルックスの代役を求めていたB.LEAGUEのレバンガ北海道に移籍。シーズン後退団。

### オーストラリア代表
オーストラリア代表として2023年ワールドカップアジア予選に6試合出場し、平均9.5得点、7.2リバウンドを記録。